# Třebovka
Třebovka je řeka ve Východních Čechách v Pardubickém kraji, levostranný přítok Tiché Orlice. Pramení v Českotřebovské vrchovině u Koclířova, protéká obcemi Opatov, Třebovice, Rybník, Česká Třebová, Dlouhá Třebová, Hylváty a v Ústí nad Orlicí se vlévá do Tiché Orlice. 

## Průběh toku
Délka toku od pramene k soutoku s Tichou Orlicí je 41 km, šíře koryta nepřesahuje 4 metry, hloubka je asi 0,5 metru. Průtok v ústí je asi 1,3 m³/s, pouze v období
tání sněhu a po přívalových deštích se průtok zvyšuje a hrozí tak povodně (např. v roce 1997). 
Třebovka pramenila v Hřebečském hřbetu v obci Koclířov. Vlivem důlní činnosti při těžbě uhlí a lupků byl její pramen stržen a odkloněn na východní stranu do Rezavého potoka. Horní tok Třebovky je tak po většinu roku suchý až po požární nádrž v obci Koclířov, která je napájena z jímacího objektu. Z přepadu nádrže voda teče do původního koryta.
Pod obcí Opatov protéká Třebovka rybníkem Hvězda založeným v roce 1372 biskupem Albrechtem ze Šternberka. Během povodní v roce 1997 bylo na hustě osídleném území řeky dosaženo úrovně stoleté vody. Proto byla hráz rybníka Hvězda v roce 2005 rekonstruována pro zvýšení ochrany obcí na dolním toku Třebovky před dalšími povodněmi. Také byla na řece mezi obcemi Opatov a Koclířov vybudována dvojice suchých poldrů. V Opatově byly na Dětřichovském potoce vybudovány dva menší mokré poldry.

### Přítoky
- levé: Černý potok v rybníku Vidlák a Nový potok v rybníku Hvězda na území obce Opatov, Zádolský potok v obci Rybník, Semanínský potok a Křivolický potok v České Třebové

- pravé: Dětřichovský potok v obci Opatov, Skuhrovský potok v obci Rybník, potok Hluboček v České Třebové, potok Kojovec v obci Dlouhá Třebová, Dolský potok a Knapovecký potok v Ústí nad Orlicí-Hylvátech

## Vodní režim
Průměrný průtok v Ústí nad Orlicí (místní část Hylváty) na říčním kilometru 3,4 činí 0,87 m³/s.
Hlásné profily:
| místo           | říční km | plocha povodí | průměrný průtok (Qa) | stoletá voda (Q100) |
| --------------- | -------- | ------------- | -------------------- | ------------------- |
| Třebovice       | 23,0     | 84,19 km²     | 0,45 m³/s            | 62,0 m³/s           |
| Ústí nad Orlicí | 3,4      | 174,16 km²    | 0,87 m³/s            | 94,1 m³/s           |

N-leté průtoky v Třebovici:
| N-leté průtoky | Q1   | Q5   | Q10  | Q50  | Q100 |
| -------------- | ---- | ---- | ---- | ---- | ---- |
| Q [m³/s]       | 5,83 | 16,8 | 24,0 | 48,0 | 62,0 |

N-leté průtoky v Ústí nad Orlicí:
| N-leté průtoky | Q1   | Q5   | Q10  | Q50  | Q100 |
| -------------- | ---- | ---- | ---- | ---- | ---- |
| Q [m³/s]       | 8,98 | 25,6 | 36,6 | 73,1 | 94,1 |